# Rosmarinecina
La rosmarinecina è un alcaloide del gruppo degli alcaloidi pirrolizidinici presente principalmente in piante appartenenti al genere Senecio.